# Maplehurst
Maplehurst – osada w Anglii, w hrabstwie West Sussex, w dystrykcie Horsham. Leży 39 km na północny wschód od miasta Chichester i 57 km na południe od Londynu.